# 964년

## 연호
- 북송(北宋) 건덕(乾德) 2년
- 요(遼) 응력(應曆) 14년
- 일본(日本) 오와(応和) 4년 / 고호(康保) 원년
- 남한(南漢) 대보(大寶) 7년
- 후촉(後蜀) 광정(廣政) 27년
- 북한(北漢) 천회(天會) 8년

## 기년
- 북송(北宋) 태조(太祖) 5년
- 요(遼) 목종(穆宗) 14년
- 고려(高麗) 광종(光宗) 15년

## 탄생
- 고려(高麗)의 왕비(王妃) 헌애왕후(獻哀王后)

## 사망
- 고려(高麗)의 문신(文臣) 박수경(朴守卿)
- 고려(高麗)의 문신(文臣) 박승위(朴承位)
- 고려(高麗)의 문신(文臣) 박승경(朴承景)
- 고려(高麗)의 문신(文臣) 박승례(朴承禮)